# Блудов Яків Семенович
Я́ків Семе́нович Блу́дов (*4 листопада 1897 с. Новокраснянка Куп'янського повіту Харківської губернії (нині Кремінського району Луганської області) — †17 січня 1984, Харків) — український радянський філософ, професор, ректор Харківського державного університету (1930—1934).

## Життєпис
Народився в сім'ї робітників. Трудову діяльність розпочав з 14 років ламповщиком на шахті «Іван», потім працював у паровозному депо Сватове.
Учасник революційного руху з 1915 р., на початку 1917 р. був заарештований. Після Лютневої революції звільнений і обраний секретарем Сватівського райкому залізничників. Більшовик з червня 1917 року. Після жовтневого перевороту був секретарем Сватівського ревкому і штабу Червоної гвардії, комісаром ділянки залізниці.
Брав участь у бойових діях проти армії Української Народної Республіки. Працював у Дорполітвідділі у м. Самара.
Після заняття Сватова більшовиками повернувся до міста, очолював більшовицьку організацію.
У 1923 р. направлений на навчання до. Комуністичного університету ім. Артема. Після закінчення його у 1926 р. навчався в аспірантурі на філософсько-соціологічному відділенні Українського інституту марксизму-ленінізму (закінчив у 1929 р.).
З 1928 року — молодший науковий співробітник, старший науковий співробітник, з 1932 р. — дійсний член науково-дослідного інституту філософії та природознавства Всеукраїнській асоціації марксистсько-ленінських інститутів (ВУАМЛІН). Був обраний членом президії ВУАМЛІН. Відповідальний редактор журналу «За марксистсько-ленінське природознавство», член редколегії журналу «Під прапором марксизму-ленінізму».
У 1929—1930 рр. — ректор Харківського інституту народної освіти, а після його реорганізації — директор Харківського фізико-хіміко-математичного інституту.
У 1932 р. призначений директором Інституту червоної професури. Асистент, доцент, з 1930 р. — професор кафедри діалектичного і історичного матеріалізму у Харківському фізико-хіміко-математичному інституті і в Харківському університеті.
1 січня 1935 р був заарештований, 21 червня 1935 р — засуджений до 3 років виправно-трудових табоів. 27 липня 1935 р, прибув до Воркутинського ВТТ. У таборі отримав ще 5 років. Був звільнений 4 березня 1939 р. завдяки заступництву колишніх соратників по революційному руху.
Після звільнення жив у Купянску, працював інструктором райспоживспілки та міськради, головою горплана (до 1948 р.).
У 1948—1957 рр. працював на машиноремонтному заводі плановиком, інженером, технологом, начальником планово-виробничого відділу.
У 1955 р. був реабілітований,.у 1956 р. — поновлений у КПРС, згодом повернувся на роботу в Харківський університет.
У 1957—1958 рр. — старший викладач, у 1958—1961 рр.- професор кафедри філософії Харківського університету, з 1961 р. — професор-консультант.
Під його керівництвом Блудова захищено 6 кандидатських дисертацій.
Удостоєний урядових нагород (у 1967 р. — орден Леніна). Заслужений працівник вищої школи УРСР.
Рішенням виконкому Сватівської міської ради від 26 жовтня 1967 року Блудов Я. С. «За вагомий внесок у становлення і зміцнення Радянської влади в м. Сватове і районі» занесений до Книги Пошани з присвоєнням звання «Почесний громадянин міста Сватове».